# Chlorophytum ruahense
Chlorophytum ruahense är en sparrisväxtart som beskrevs av Adolf Engler. Chlorophytum ruahense ingår i släktet ampelliljor, och familjen sparrisväxter. Inga underarter finns listade i Catalogue of Life.